# داستان‌های باورنکردنی (مجموعه تلویزیونی)
داستان‌های باورنکردنی (انگلیسی: Tales of the Unexpected) یک سریال تلویزیونی بریتانیایی است که طی سال‌های ۱۹۷۹ تا ۱۹۸۸ پخش می‌شد و هر اپیزود یک داستان را روایت می‌کند و دارای نکات اخلاقی و تاریخی است.

## فصل‌ها
| فصل | قسمت‌ها | قسمت‌ها | تاریخ اصلی روی آنتن رفتن | تاریخ اصلی روی آنتن رفتن |
| فصل | قسمت‌ها | قسمت‌ها | اولین بار                | آخرین بار                |
| --- | ------ | ------ | ------------------------ | ------------------------ |
| ۱   | ۹      | ۹      | ۲۴ مارس ۱۹۷۹             | ۱۹ مه ۱۹۷۹               |
| ۲   | ۱۶     | ۱۶     | ۱ مارس ۱۹۸۰              | ۱۴ ژوئن ۱۹۸۰             |
| ۳   | ۹      | ۹      | ۹ اوت ۱۹۸۰               | ۱۹ دسامبر ۱۹۸۰           |
| ۴   | ۱۷     | ۱۷     | ۵ آوریل ۱۹۸۱             | ۲۶ دسامبر ۱۹۸۱           |
| ۵   | ۱۸     | ۱۸     | ۲۵ آوریل ۱۹۸۲            | ۲ ژانویه ۱۹۸۳            |
| ۶   | ۱۴     | ۱۴     | ۹ آوریل ۱۹۸۳             | ۳ سپتامبر ۱۹۸۳           |
| ۷   | ۱۵     | ۱۵     | ۱۲ مه ۱۹۸۴               | ۲۱ اکتبر ۱۹۸۴            |
| ۸   | ۴      | ۴      | ۳۰ مارس ۱۹۸۵             | ۲۸ ژوئیه ۱۹۸۵            |
| ۹   | ۱۰     | ۱۰     | ۱۸ دسامبر ۱۹۸۷           | ۱۳ مه ۱۹۸۸               |